# Eurosceptycyzm w Polsce
Eurosceptycyzm w Polsce – postawa niechęci wobec głębszej integracji Polski i Unii Europejskiej, powiększenia UE o nowe państwa członkowskie, względnie promująca postulat wystąpienia Polski z UE. Stanowi element eurosceptycyzmu ogólnokontynentalnego.

## Tło społeczne
Polska została członkiem Unii Europejskiej w 2004. W referendum akcesyjnym przeprowadzonym w czerwcu 2003 za członkostwem w UE opowiedziało się 77,45 proc. głosujących, a przeciw było 22,55 proc. Frekwencja wyniosła 58,85 proc. Według danych Eurobarometru z 2017 Polacy zajmują czwarte miejsce wśród narodów UE najlepiej oceniających członkostwo ich państwa w Unii Europejskiej (po Niemcach, Holendrach, Irlandczykach i Luksemburczykach). Zadowolenie z członkostwa wyrażało wówczas 71% Polaków. Według sondażu z września 2018 przeprowadzonego przez Kantar Millward Brown 83% Polaków chce, aby Polska pozostała członkiem Unii Europejskiej, za opuszczeniem opowiedziało się 11% ankietowanych, brak zdania w tej sprawie wyraziło 3% ankietowanych.

## Politycy i ugrupowania polityczne
Do grona partii najwcześniej prezentujących postawy eurosceptyczne należały Liga Polskich Rodzin, Samoobrona i Libertas. W tej samej grupie znalazł się również Kongres Nowej Prawicy a wcześniej Unia Polityki Realnej. Wśród polityków o takim nastawieniu znaleźli się zwłaszcza: Ryszard Bender, Andrzej Grzesik, Krzysztof Bosak, Sylwester Chruszcz, Janusz Dobrosz, Dariusz Grabowski, Janusz Korwin-Mikke, Marian Kowalski, Paweł Kukiz, Daniel Pawłowiec, Anna Sobecka, Robert Winnicki, Artur Zawisza, Stanisław Żółtek.
Mimo formalnych deklaracji o poparciu dla członkostwa Polski w Unii Europejskiej ponownie rządząca od jesieni 2015 partia Prawo i Sprawiedliwość regularnie atakuje instytucje unijne, co służy wzmacnianiu postaw eurosceptycznych. Zdaniem Andrzeja Stankiewicza w jej łonie znajduje się „skrzydło antyunijne”, wykorzystywane przez Jarosława Kaczyńskiego w celu uniemożliwienia powstania w Polsce silnej partii prawicowej przeciwnej UE. Od zagranicznych partii eurosceptycznych PiS różnią deklaracje zaznaczające niechęć tego ugrupowania wobec Rosji.
Eurosceptycznych wypowiedzi dokonują prominentni politycy związani z PiS. Prezydent Andrzej Duda we wrześniu 2018 stwierdził, że Unia Europejska to „wyimaginowana wspólnota, z której dla nas niewiele wynika”. Krzysztof Szczerski, choć oświadczył „nie namawiam do wyjścia Polski z Unii Europejskiej dziś i natychmiast”, to jednak swoimi wypowiedziami wpisywał się w antyunijną narrację. 
Do kręgu ugrupowań eurosceptycznych należą tzw. formacje narodowe (Młodzież Wszechpolska, Obóz Narodowo-Radykalny, Narodowe Odrodzenie Polski, Ruch Wolności) i Kukiz’15.
W grudniu 2018 partie KORWiN i Ruch Narodowy utworzyły eurosceptyczną Konfederację KORWiN Braun Liroy Narodowcy na wybory do Parlamentu Europejskiego w 2019 roku. W styczniu przystąpiły do niej także formacje Grzegorza Brauna i Piotra Liroya-Marca.
W 2019 działacze Kongresu Nowej Prawicy, w tym Stanisław Żółtek, ogłosili powstanie nowej partii eurosceptycznej Polexit, opowiadającej się za wystąpieniem Polski z Unii Europejskiej.

## Media, dziennikarze i publicyści
Czołowymi mediami regularnie promującymi postawy eurosceptyczne są m.in. Polskie Radio, Telewizja Republika, Nasz Dziennik, Radio Maryja, Telewizja Trwam, Najwyższy Czas! i Warszawska Gazeta.
Promotorem eurosceptycyzmu jest otwarty przeciwnik UE Stanisław Michalkiewicz. Eurosceptykiem był Maciej Rybiński. Wrogość względem Unii Europejskiej prezentuje Wojciech Cejrowski („Nienawidzę tego ścierwa sowieckiego, którym jest Unia Europejska”).
Forum dla wypowiedzi eurosceptycznych oraz krytycznych wobec Unii Europejskiej są regularnie m.in. tygodnik „Do Rzeczy”, portal wPolityce.pl oraz związany z nim tygodnik „Sieci”.

## Środowiska kościelne
Według badań przeprowadzonych przez Joannę Konieczną-Sałamatin im silniejsze jest zaangażowanie kościelne respondentów, tym większy jest sceptycyzm wobec UE. Postawę tę wzmacniają eurosceptyczni duchowni, mimo że Episkopat Polski poparł członkostwo Polski w UE. Bp Edward Frankowski wzywał do negatywnego głosowania w referendum akcesyjnym. Do grona eurosceptyków należy m.in. o. Tadeusz Rydzyk, który nazwał Unię Europejską „nowym Związkiem Radzieckim”.